# Carlens Arcus
Carlens Jean Fedlaire Ruby Arcus (* 28. Juni 1996 in Port-au-Prince) ist ein haitianischer Fußballspieler, der aktuell beim SCO Angers in der Ligue 1 unter Vertrag steht.

## Karriere

### Verein
Arcus zog im Alter von 15 Jahren zwischenzeitlich nach Brasilien, wo er beim viertklassigen Verein Olé Brasil FC spielte und portugiesisch lernte. Anschließend spielte er wieder in der Hauptstadt Haitis beim RC Haïtien. Im Januar 2015 wurde er vom ES Troyes AC verpflichtet. Nach zahlreichen Reserveeinsätzen debütierte er am 24. April 2015 (33. Spieltag) nach Einwechslung gegen die AS Nancy in der Ligue 2 für die Profimannschaft. Dies war jedoch auch sein einziger Saisoneinsatz. Nach dem Aufstieg als Zweitligameister spielte Arcus in der Saison 2015/16 keine Rolle mehr und wurde ausschließlich bei der Zweitmannschaft in der National 2 eingesetzt.
Im Sommer 2016 wechselte er daraufhin zum OSC Lille, nachdem Troyes direkt wieder abgestiegen war. Hier kam er zu vier Einsätzen in der Coupe de France, außerdem nur zu Spielen für das zweite Team.
Anschließend wechselte zu Cercle Brügge nach Belgien. Nachdem er dort bis Ende August nur zu einem Pokalspiel gekommen und in der Liga nicht eingesetzt worden war, wurde er für den Rest der Saison 2017/18 an den französischen Zweitligisten AJ Auxerre verliehen. Dort war er absoluter Stammspieler und spielte in der Liga 30 Spiele, alle die ihm mit seinen Gelbsperren möglich waren und immer über die vollen 90 Minuten. Direkt nach seiner Rückkehr wurde er fest von den Auxerrois verpflichtet. Am 19. Spieltag der Spielzeit 2018/19 erzielte Arcus sein erstes Tor im Profibereich überhaupt, als er im Spiel gegen Grenoble Foot traf, welches 4:0 gewonnen wurde. Auch 2018/19 war er allgemein Stammspieler in der rechten Verteidigung und kam auf 28 Ligapartien, in denen er spielte. Auch in der coronabedingt verkürzten Ligue 2 2019/20 bestritt er 24 von 28 Partien und war noch immer gesetzt bei den Blau-Weißen. In der Saison 2020/21 verpasste er kein einziges Ligaspiel, legte fünf Treffer in 38 auf, zumeist stand er in der Startelf. Die Ligue 2 2021/22 endete nach 31 persönlichen Einsätzen, einem Tor und drei Playoff-Spielen, die er auch alle bestritt, mit dem Aufstieg in die Ligue 1.
Dennoch wechselte er nach Vertragsende in die Niederlande zum Erstligisten Vitesse Arnhem. Auch dort konnte er sich unter Trainer Thomas Letsch und später unter Phillip Cocu durchsetzen und traf in 30 Ligaeinsätzen einmal. Auch in der Eredivisie 2023/24 war er auch nach dem Trainerwechsel zu Edward Sturing gesetzt und kam erneut auf 30 Einsätze, trotz zwischenzeitlicher Knöchelverletzung.
Nach dem Abstieg als Tabellenletzter wechselte Arcus zum französischen Erstligaaufsteiger SCO Angers.

### Nationalmannschaft
Am 3. September 2016 debütierte Arcus in der WM-Qualifikation bei einer 0:1-Niederlage gegen Costa Rica in der Startelf für die haitianische A-Nationalmannschaft. Bei dem 13:0-Sieg gegen Sint Maarten, dem höchsten Sieg der Geschichte Haitis, gelang Arcus neben zwei Vorlagen sein erster Treffer im Nationaldress. Beim Gold Cup 2019 kam er mit der Auswahl bis ins Halbfinale, ehe man dort in der Verlängerung gegen Mexiko scheiterte. Arcus spielte beim Turnier in vier der fünf Spiele. Beim Gold Cup 2021 war Arcus erneut gesetzt und absolvierte alle drei Gruppenspiele, nach denen man jedoch auch ausschied. Nach dem Abstieg aus der Nations League A 2021, gewann man in der Liga B 2022/23 fast jedes Spiel und stieg direkt wieder auf. Daraufhin scheiterte man beim Gold Cup 2023 jedoch wieder nach der Gruppenphase. Arcus spielte in jeder Minute des Turniers.

## Erfolge
ES Troyes AC
- Meister der Ligue 2: 2015  ▲

AJ Auxerre
- Dritter der Ligue 2 und Sieger der Playoffs: 2022  ▲